# Кукурбитацин
Кукурбитацин (англ. cucurbitacin) — органическое вещество, обладающее горьким неприятным вкусом, обнаруженное в растениях из семейства тыквенных, латинское наименование ботанического семейства которых — Cucurbitaceae. В частности, кукурбитацин дает огурцам горький привкус. Кукурбитацины обнаружены в ряде других семейств растений, у нескольких родов грибов и в морском моллюске.

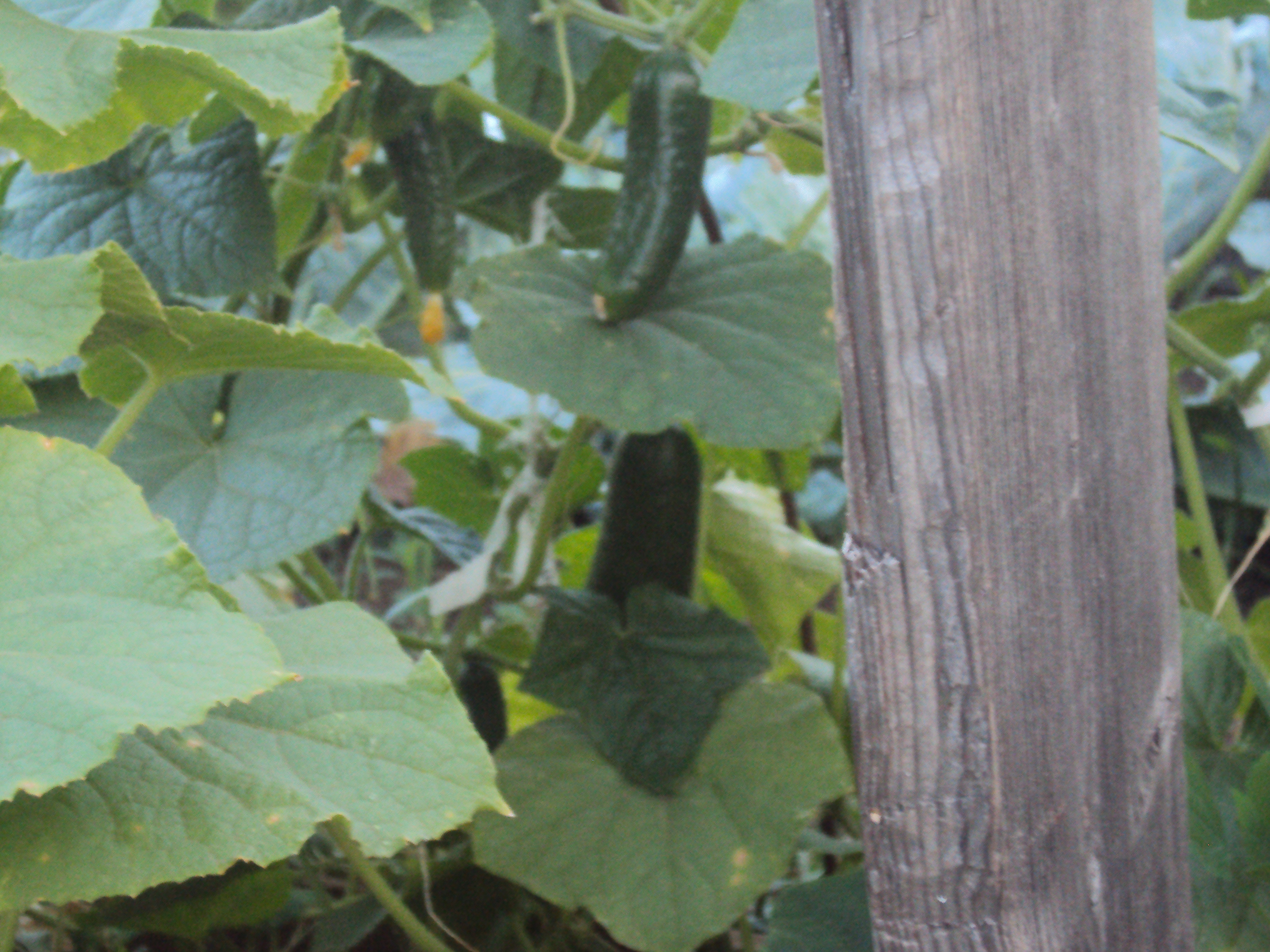

Кукурбитацин является производной от курбитана или сапогенином сапонинов.
Кукурбитацины относятся к классу тетрациклических тритерпеноидов, (С5Н8)6. Кукурбитацины очень разнообразны и условно делятся на двенадцать типов, обозначаемых индексами (лат. прописные) от A до T.[1]

Бахчевые культуры содержат большую группу (до 50 соединений) тритерпенов (известных под общим названием кукурбитацины), обладающих горьким, неприятным
вкусом.[2] Например, в состав плодов тыквы, их семян, а также других частей растения входят тритерпеноиды — кукурбитацины — D (элатерин А), В, Е, I, К.
Кукурбитацин в овощах синтезируется при определенных условиях, зависящих от полива, погодных условий, температуры и т. п.
В многочисленных статьях можно встретить не всегда обоснованные оценки полезности тех или иных продуктов, в связи с содержащимся в них кукурбитацином. Свойства кукурбитацина активно исследуются наукой сравнительно недавно. Хотя эффект от использования кукурбитацина обнаружен, учёные весьма деликатно формулируют результаты своих исследований:
«Однако биологические эффекты соединений кукурбитацина на миграцию и инвазию клеток рака молочной железы и их возможный механизм не были полностью поняты.» [3]
1. Chen JC, Chiu MH, Nie RL, Cordell GA, Qiu SX (2005) Cucurbitacins and cucurbitane glycosides: structures and biological activities. Nat Prod Rep 22: 386—399.
2. Овчинников Ю. А. Биоорганическая химия — М.: Просвещение, 1987. — 815 c.
3. «Эффективность кукурбитацина В в BRCA1. Дефектные клетки рака молочной железы» (05.02.2013) — http://rupubmed.com/rak/rak-grudi/63189